# Mosquée Al Nor de Tromsø
 (juillet 2018).
La mosquée Al Nor de Tromsø existe depuis décembre 2006.
Elle est la plus septentrionale mosquée au monde. Alors que celle d'Inuvik (Territoires du Nord-Ouest au Canada) se trouve à 68° 21′ 42″ N, celle de Tromsø est à 69° 39′ 30″ N.
Elle occupe le rez-de-chaussée d'un immeuble qui se trouve sur la Storgata, au numéro 132.
Il existe bien un local islamique plus au nord, à Hammerfest (70° 39′ 48″ N), mais ce n'est pas une mosquée. Ce lieu de rencontre, Al Hidaya Islamsk Senter se trouve au 1er étage du 27 Storgata.